# NGC 5333
NGC 5333 је спирална галаксија у сазвежђу Кентаур која се налази на NGC листи објеката дубоког неба.
Деклинација објекта је - 48° 30' 46" а ректасцензија 13h 54m 24,1s. Привидна величина (магнитуда) објекта NGC 5333 износи 10,9 а фотографска магнитуда 11,9. Налази се на удаљености од 28,020 милиона парсека од Сунца. NGC 5333 је још познат и под ознакама ESO 221-17, PGC 49424.